# Centre de congrès Poète Ronaldo Cunha Lima
Pour les articles homonymes, voir Centre de congrès.
Le Centre de Congrès Poète Ronaldo Cunha Lima, situé dans la capitale João Pessoa ; Il a été conçu pour être l’un des plus modernes du Brésil, avec tout le matériel nécessaire pour mener à bien de grands projets. Sa structure est composée de 4 bâtiments principaux : la Tour d'observatio, le pavillon des foires et expositions, le pavillon des congrès et conventions et le théâtre pierre du royaume. C'est l'un des lieux d'événements les plus modernes et sophistiqués d'Amérique latine, avec 48 676 m2. Il est situé sur l'autoroute PB 008, KM 5 - Centre d'écotourisme de Cabo Branco.
Le nom du centre de congrès de João Pessoa rend hommage au professeur, avocat, homme politique, juriste, tribun et poète  paraibano Ronaldo Cunha Lima.

## La structure
La structure du centre de conventions João Pessoa est composée de 4 bâtiments principaux : Torre do Mirante, pavillon des foires et expositions, pavillon des congrès et conventions et du théâtre pierre du royaume.

### Tour d'observation
|               |  |                    |
| tour de guet. |  | Horloge du soleil. |

La tour Mirante est formée par la tour luisante et moderne située dans la partie centrale du centre de conventions João Pessoa.

### Foire et exposition Pavillon
|                                              |  |  |
| Façade du centre de conventions João Pessoa. |  |  |

Il peut accueillir jusqu'à 4 événements simultanés et 20 000 personnes. Le bâtiment a été orienté longitudinalement du nord au sud pour permettre une plus grande ombrage des façades et une ventilation naturelle. En outre, il existe en sous-sol une zone technique, conçue avec les dernières technologies, avec un système d’échappement mécanique, où toutes les installations peuvent être construites et distribuées pour fournir aux cabines de l’eau, des égouts, de l’électricité et des câbles structurés. 

### Congrès et salle de congrès
|                                                                                   |  |  |
| Façade du congrès et du pavillon de congrès du centre de conventions João Pessoa. |  |  |

Cette structure peut accueillir jusqu'à 9 000 personnes, a été insérée dans un lac artificiel d'une profondeur de 60 cm et est reliée au bloc Torre do Mirante par un passage couvert. Sa plante est formée de 4 arcs de circonférence, formant une construction sophistiquée et dynamique.
Au premier étage, la structure a un foyer, sans descente, et son pied droit est le total sous le toit, et dans la salle de bal, un pied droit de 7 mètres, avec traitement acoustique sur les murs et le plafond ; peut fonctionner comme auditorium ou subdivisé en jusqu'à 8 espaces. En outre, il dispose également d'une salle polyvalente, d'une salle d'assistance, d'une reprographie et de 3 ensembles pour toilettes publiques. Les salles polyvalentes et les salles de soutien peuvent également être segmentées par des cloisons mobiles. La conception a été conçue pour permettre l’utilisation des espaces en fonction de la commodité de chaque événement, permettant ainsi une large gamme d’arrangements. Le pavillon des congrès et congrès dispose de deux accès, le premier par l'Atrium do Mirante et le secondaire par le côté, relié au parking.

### Théâtre de pierre du royaume

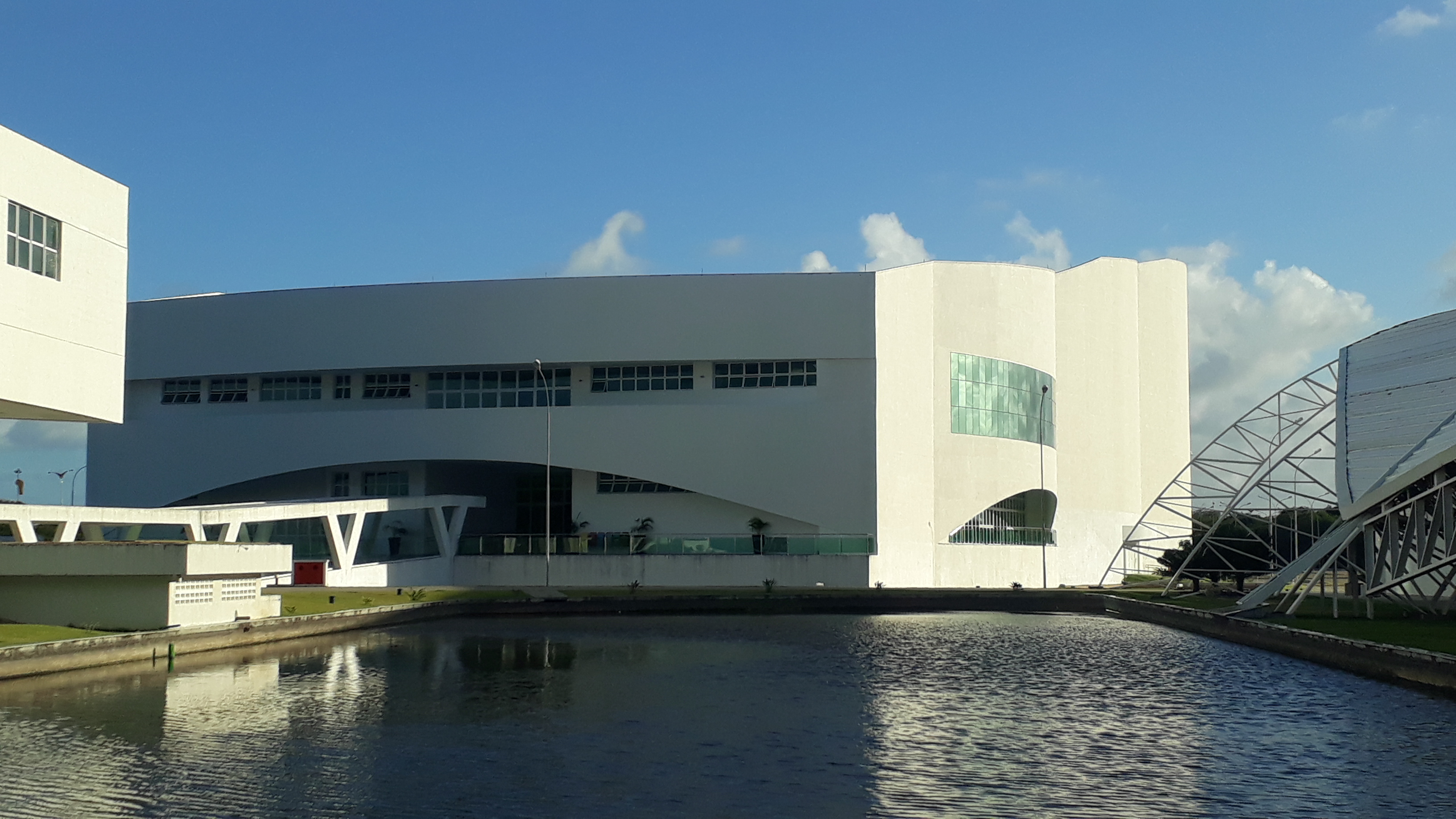
Façade du théâtre de pierre du royaume.

La structure du théâtre pierre du royaume, qui est le plus grand théâtre du nord-est et le deuxième du Brésil ; implique un son et une lumière à la pointe de la technologie. Sur les 2 924 sièges, il existe 2 820 sièges communs ; 18 fauteuils pour obèses; 36 places pour personnes à mobilité réduite et 50 places pour fauteuils roulants. Le théâtre a six niveaux. Il présente des formes courbes et se compose de quatre volumes : foyer, foyer, public et scène. Le théâtre Pedra do Reino a une superficie totale de 11 763 m2, dont 440 m2 destinés à la fosse d'orchestre, avec un plafond conçu pour faciliter la diffusion du son sur la scène et au public. La capacité est de près de 3 000 personnes. Le nom du Théâtre soit la pierre du royaume, devait honorer le dramaturge Ariano Suassuna, auteur d’une œuvre du même nom.

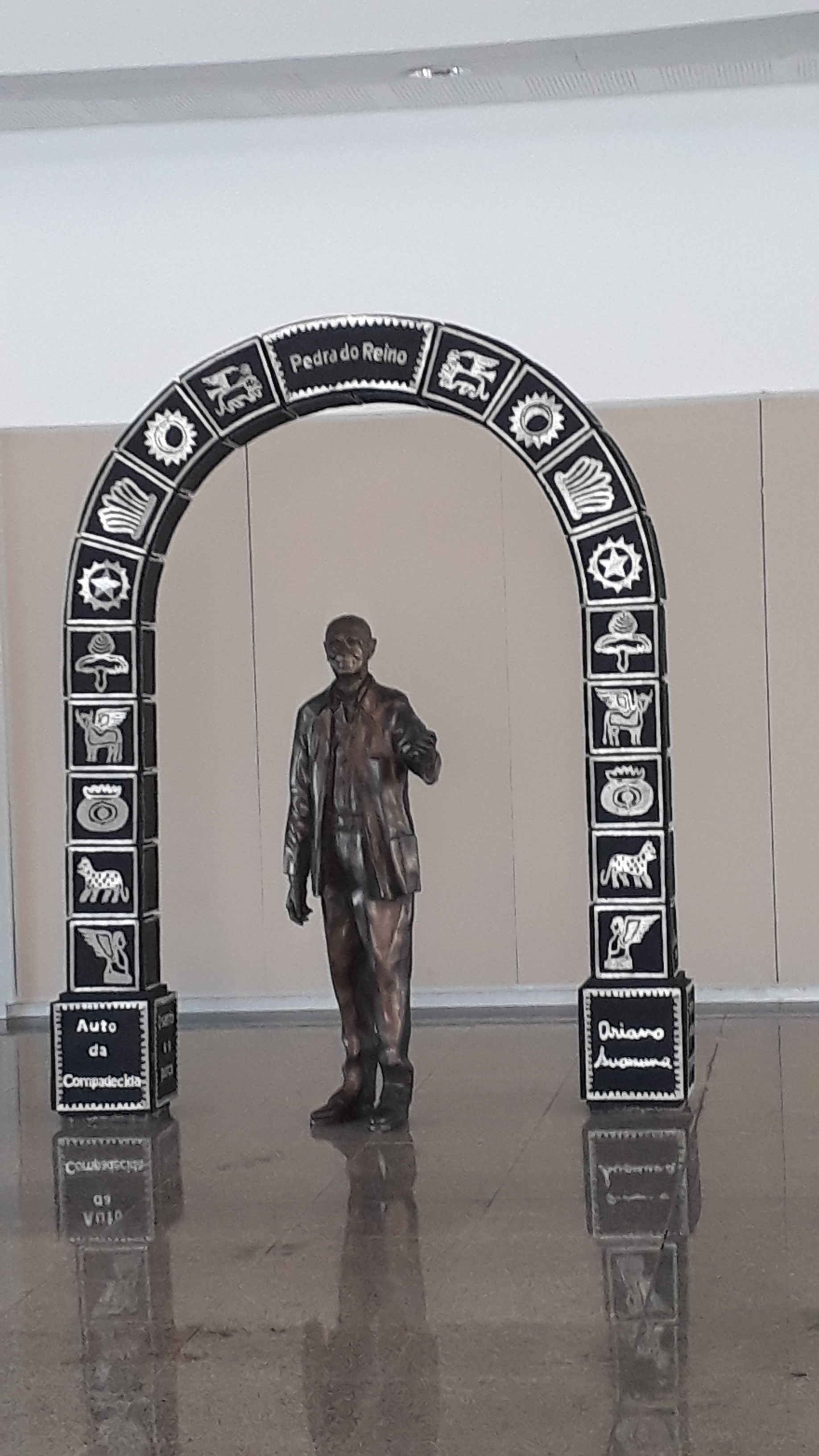
Statue en bronze Ariano Suassuna, à l'intérieur du théâtre de la pierre du royaume.

## La durabilité
La structure du centre de conventions João Pessoa est conforme au PCA (Plan de contrôle de l’environnement). En contournant toute la zone de l'entreprise, il existe un couloir écologique de 100 mètres de large, dans lequel toute la végétation existante est préservée. En outre, João Pessoa se situe à l'extrême pointe orientale des Amériques et a été conçu pour cette raison devant le kiosque, une place avec un cadran solaire.

## L'accessibilité
L'ensemble de la structure du centre de conventions Poète Ronaldo Cunha Lima à João Pessoa est adaptée aux personnes ayant des besoins spéciaux. La locomotion a été conçue pour servir le public ayant besoin d'accessibilité, avec des rampes d'accès et des ascenseurs, fournissant un soutien aux étages de tous les bâtiments du centre de conventions João Pessoa si nécessaire, des fauteuils roulants seront à la disposition des visiteurs sur le site.

## Événement
- 10e Forum sur la gouvernance de l'Internet : (Évolution de la gouvernance de l'Internet: renforcer le développement durable) réalisée par ONU[10], dans la ville de João Pessoa[11], s'est produit entre le 10 et le 13 novembre 2015. L’événement était multisectoriel, démocratique et transparent et visait à promouvoir le débat sur des questions de politique publique liées à des éléments importants de la gouvernance de l’Internet. La cybersécurité et la confiance ont été abordées[12]. Économie Internet ; Inclusion et diversité ; Ouverture de l'accès ; Renforcement de la coopération multisectorielle ; Internet et droits de l'homme ; Ressources Internet critiques ;  et les problèmes émergents[13].

## Prix
Le centre de conventions João Pessoa a permis à Paraíba et à son complexe d'événements de recevoir, en 2016 et 2017, à São Paulo, le prix national Jacaré de Bronze, l'une des meilleures destinations pour les congrès. et Events, dans la 16e édition  et la 17e édition du Caio Award 2017.
En 2015, 2018 et 2019, le centre de conventions Poeta Ronaldo Cunha Lima de João Pessoa a remporté le Silver Alligator Award dans la catégorie Grand centre de conventions. La ville de João Pessoa s'est vu décerner le Golden Alligator Award, en 2018 et 2019 , en tant que meilleure destination pour la tenue d’événements.
L'objectif principal de ce prix est d'encourager, de reconnaître et de valoriser le travail des professionnels, des organisateurs d'événements, des prestataires de services, des hôtels, des complexes hôteliers, des centres de congrès, des espaces de congrès et des destinations pour une performance durable du tourisme dans le Brésil.